# Jackson Hole Mountain Resort
Jackson Hole Mountain Resort är en skidanläggning i orten Teton Village i Jackson Hole-dalen vid foten av bergsmassivet Teton i delstaten Wyoming i USA. Själva skidorten öppnade 1966 och ligger 20 km nordväst om staden Jackson. Den är i sin storlek (skidområde och liftkapacitet) att jämföra med en mindre skidort i Alperna. Jackson Hole är i USA känd för sin relativt branta terräng och har en av Nordamerikas högsta fallhöjd på 1262 meter.  Skidområdet är i huvudsak inom två bergsmassiv: Rendezvous Mountain och Apres Vous Mountain. Den förstnämnda betjänas av en kabinlift (ny från 2008), den senare av sittliftar och dalen emellan av en modern gondollift. 50% av pisterna anses vara för avancerade åkare, 40% för mellangoda åkare och endast 10% för nybörjare. Området är också känt för sin omfattande så kallade back-country-verksamhet; att lämna inhägnat patrullerat skidområde är normalt annars inte tillåtet i USA. Corbet's Couloir är en löpa som startar med ett fritt fall på cirka 4 meter in i en smal mycket brant korridor mellan bergsmassiven och sedan mynnar ut i en flackare offpist. 
Jackson, Jackson Hole Mountain Resort och dalen har betydligt fler besökare, boende och turister under sommaren än under vintern. Man söker sig hit eftersom dalen har ett mer tempererat klimat än många urbana områden och inte minst för naturlivet. I dalen, inom Teton och i naturskyddsområdet finns många wapitihjortar (som oegentligt kallas Elk) och halvtama älgar (som kallas Moose) samt varg, björn och prärievarg.
Skidorten har en bussförbindelse till Jackson med tät trafik som tar 20 – 30 minuter. Närmaste flygplats är Jackson Hole Airport som nås på mindre än 10 minuter med bil.

## Externa länkar

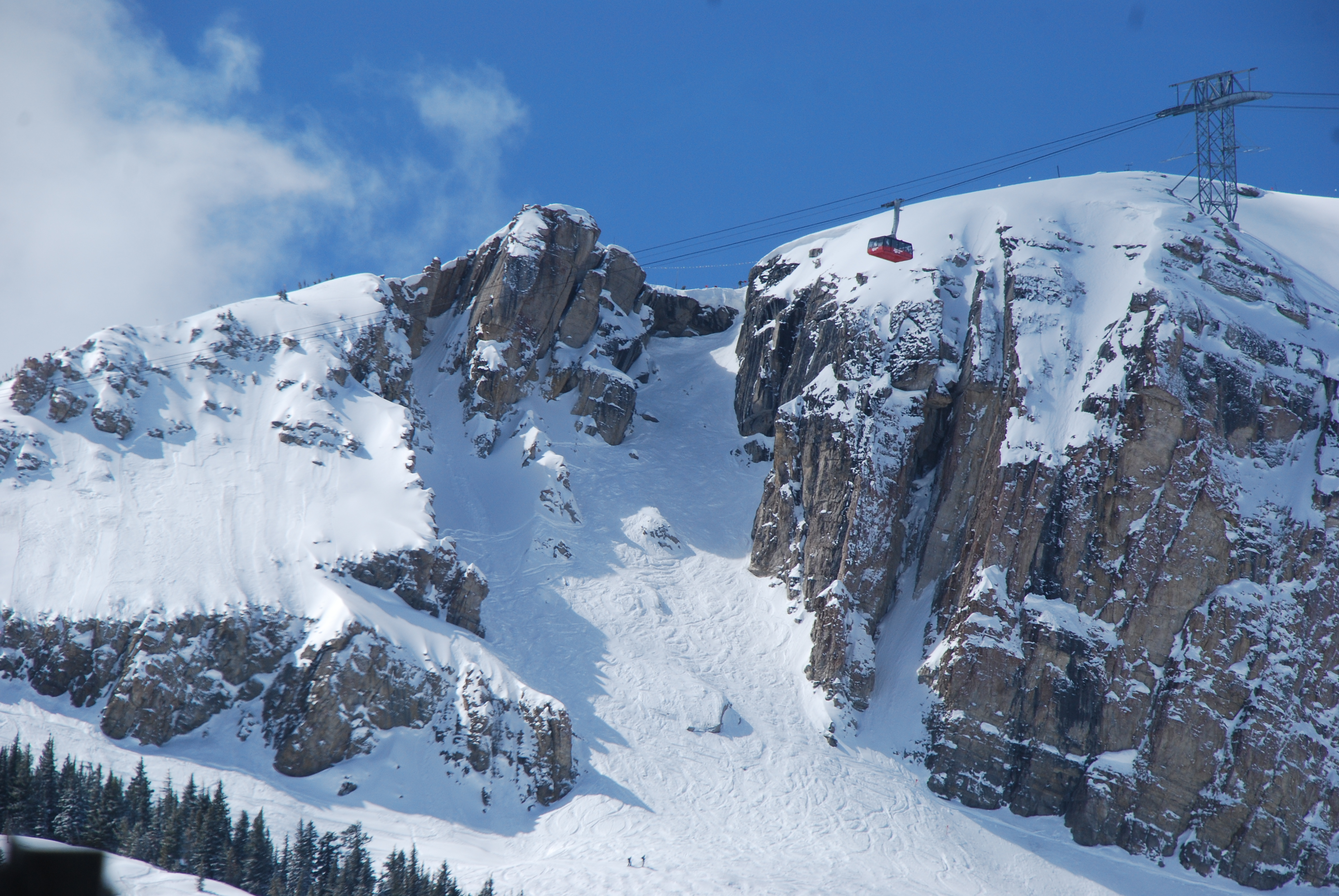
Corbet's Couloir

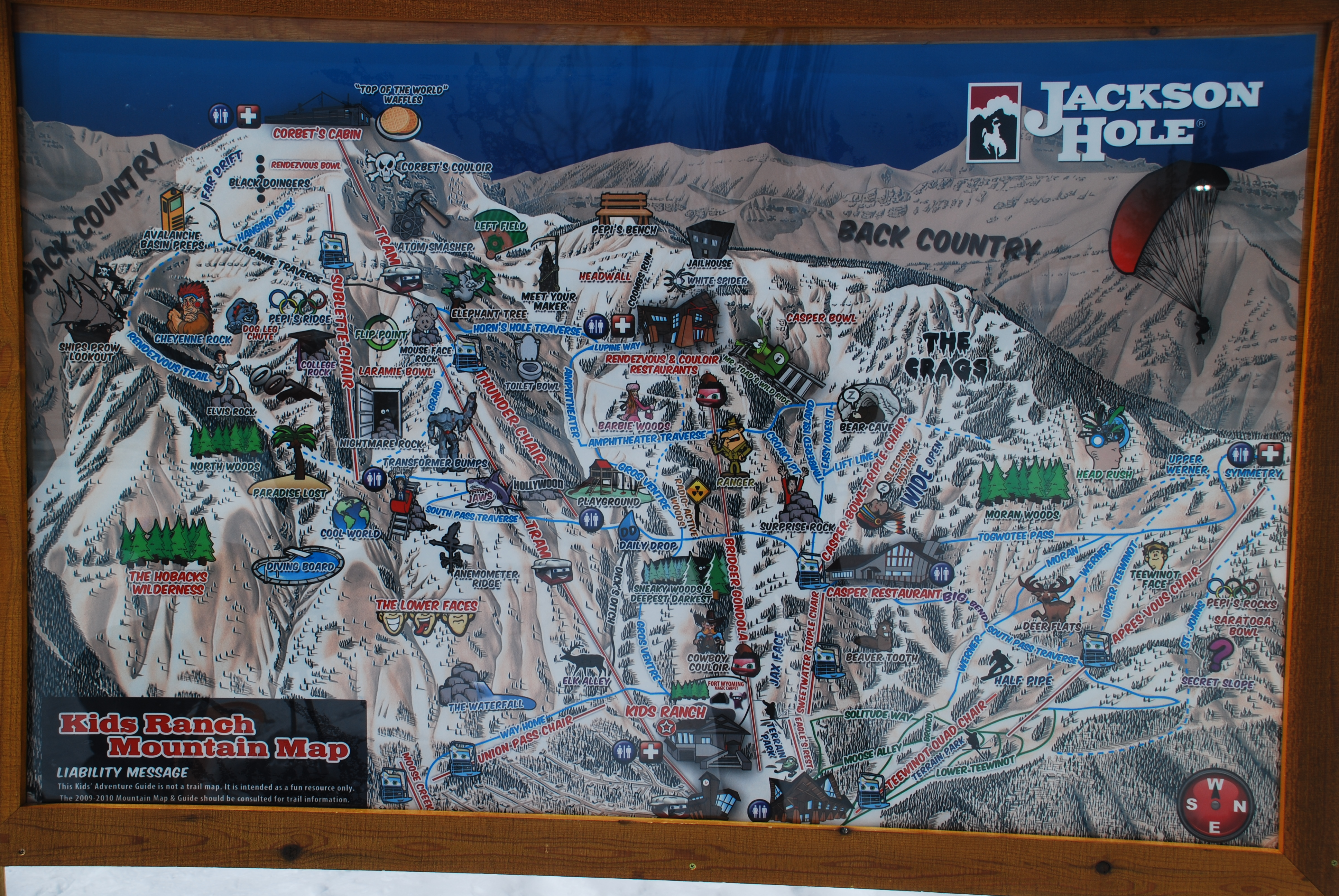
Konstnärlig pistkarta

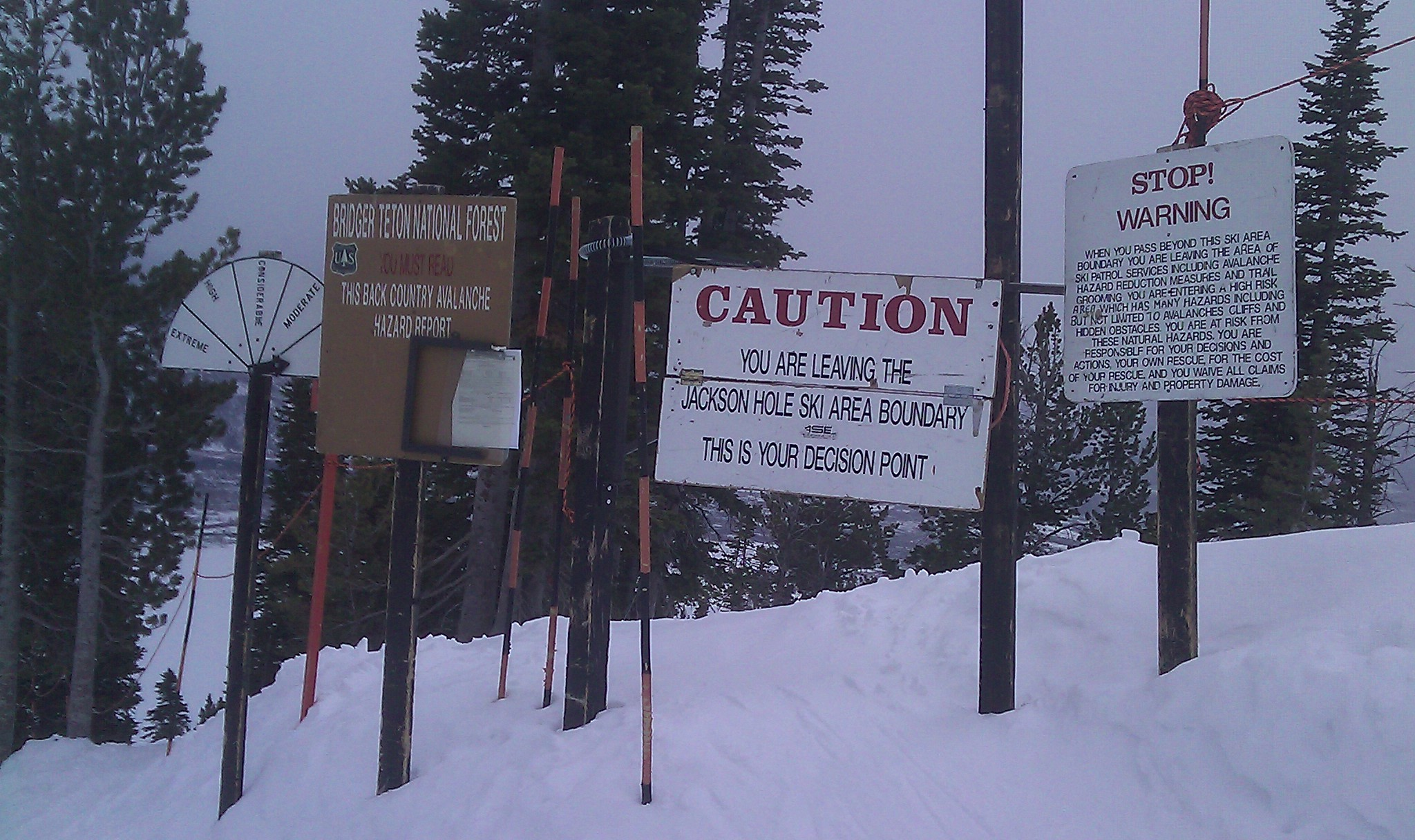
Grind med varning för att man lämnar pistområdet